# Hynobius turkestanicus
Espèce
Statut de conservation UICN

 DD  : Données insuffisantes
Hynobius turkestanicus est une espèce d'urodèles de la famille des Hynobiidae.

## Répartition
Cette espèce se rencontre au Kirghizistan et au Tadjikistan.

## Étymologie
Cette espèce est nommée en référence au lieu de sa découverte, le Turkestan.

## Publication originale
- Nikolskii, 1910 : Une nouvelle espèces d'amphibie a queue du Turquestan russe Hynobius turkestanicus n. sp. Trudy Obshchestva Ispytatelei Prirody pri Kharkovskom Universitete, vol. 43, p. 73-76.